# 桑野川
桑野川（くわのがわ）は、那賀川水系の支流で、徳島県阿南市を流れる一級河川。

## 地理

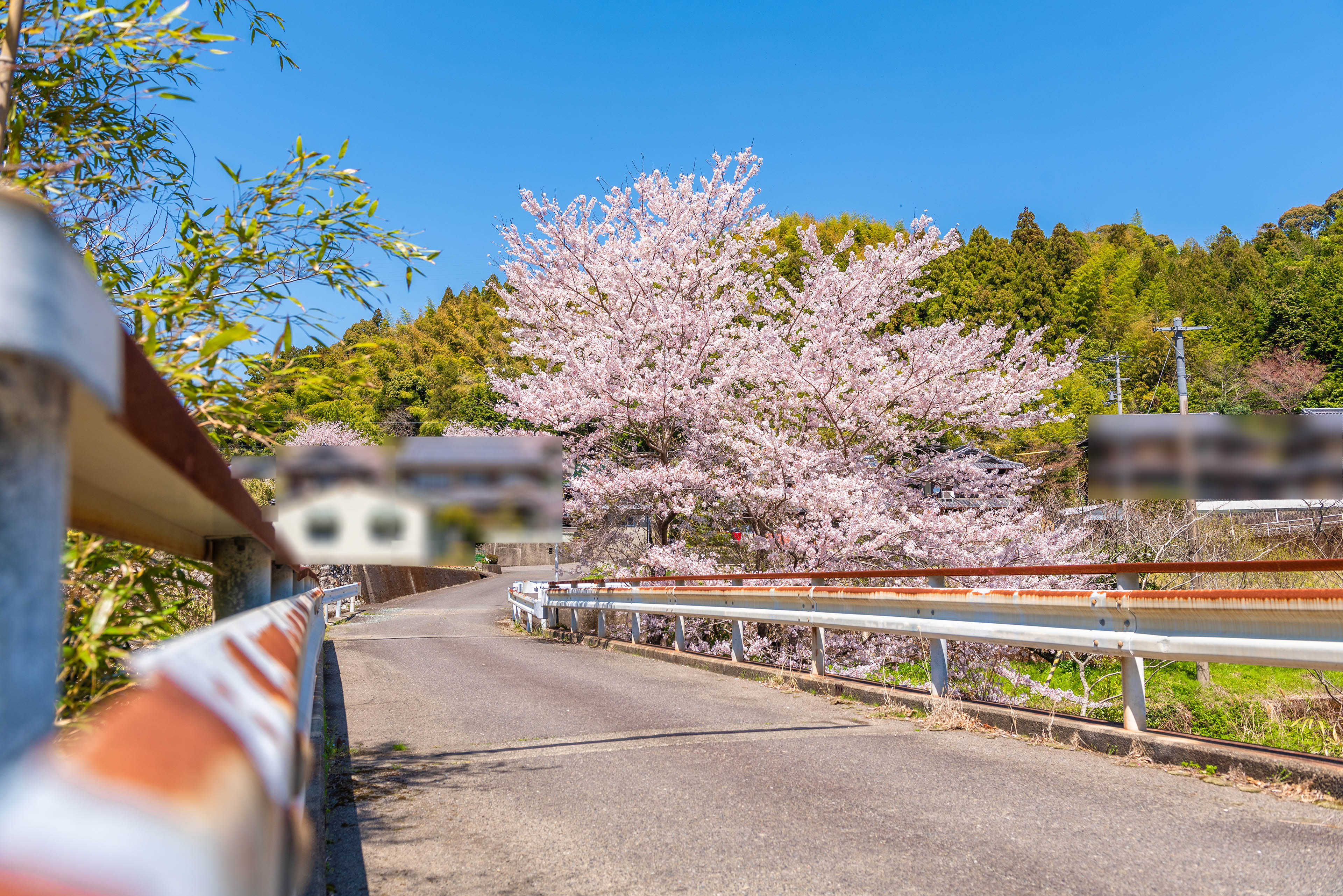
新野町清貞（橋梁）
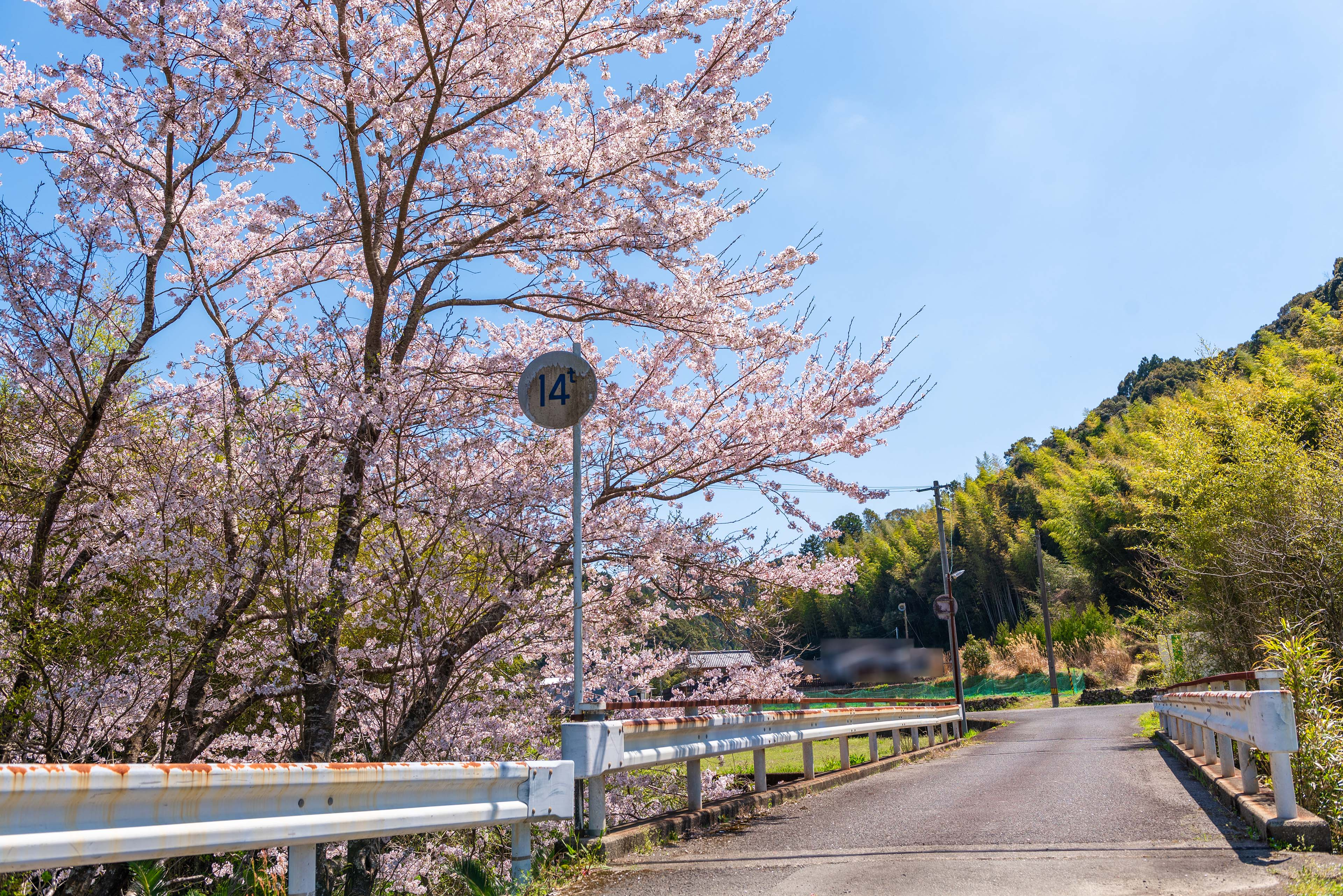
新野町清貞・友常（橋梁）
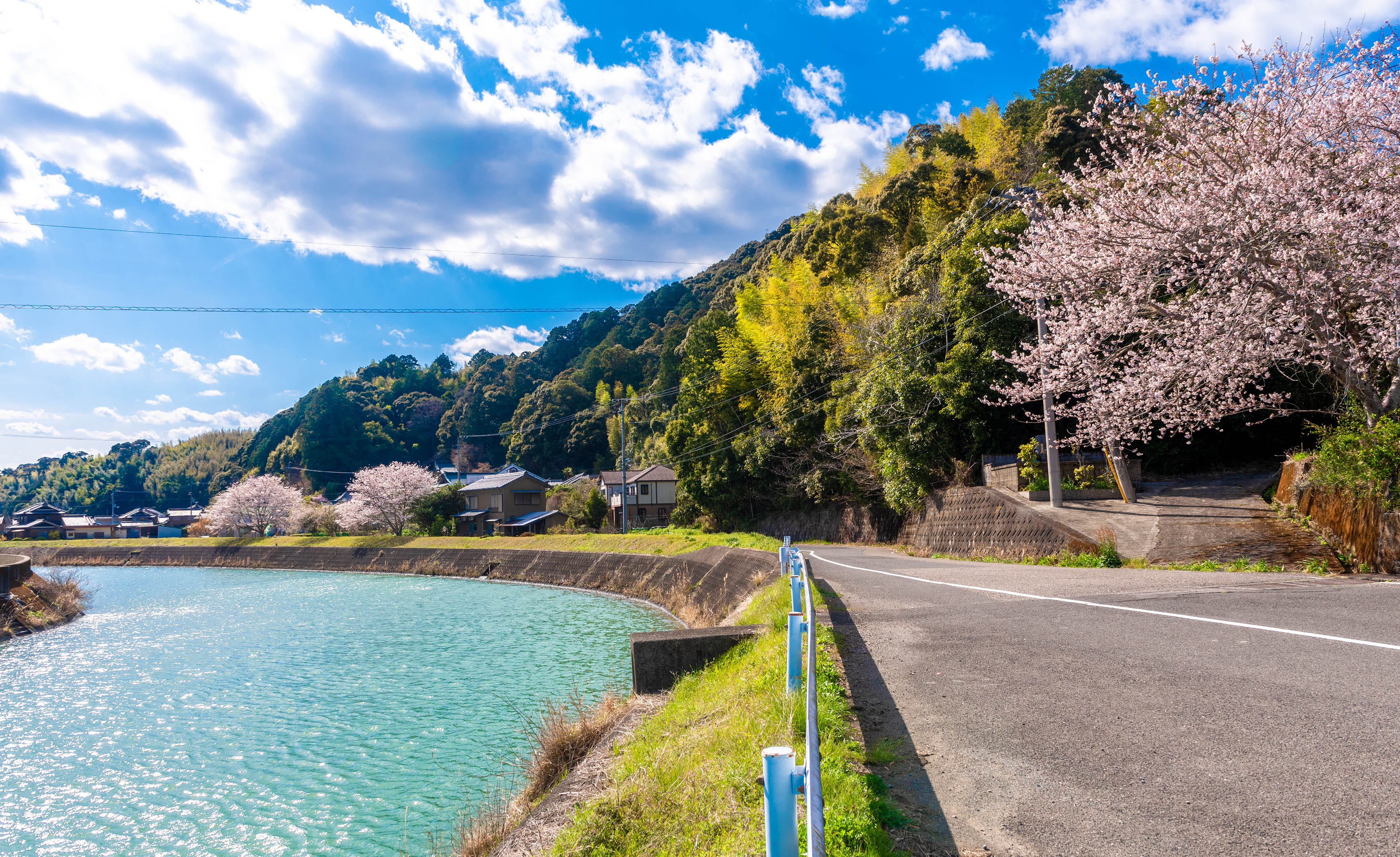
新野町大歳
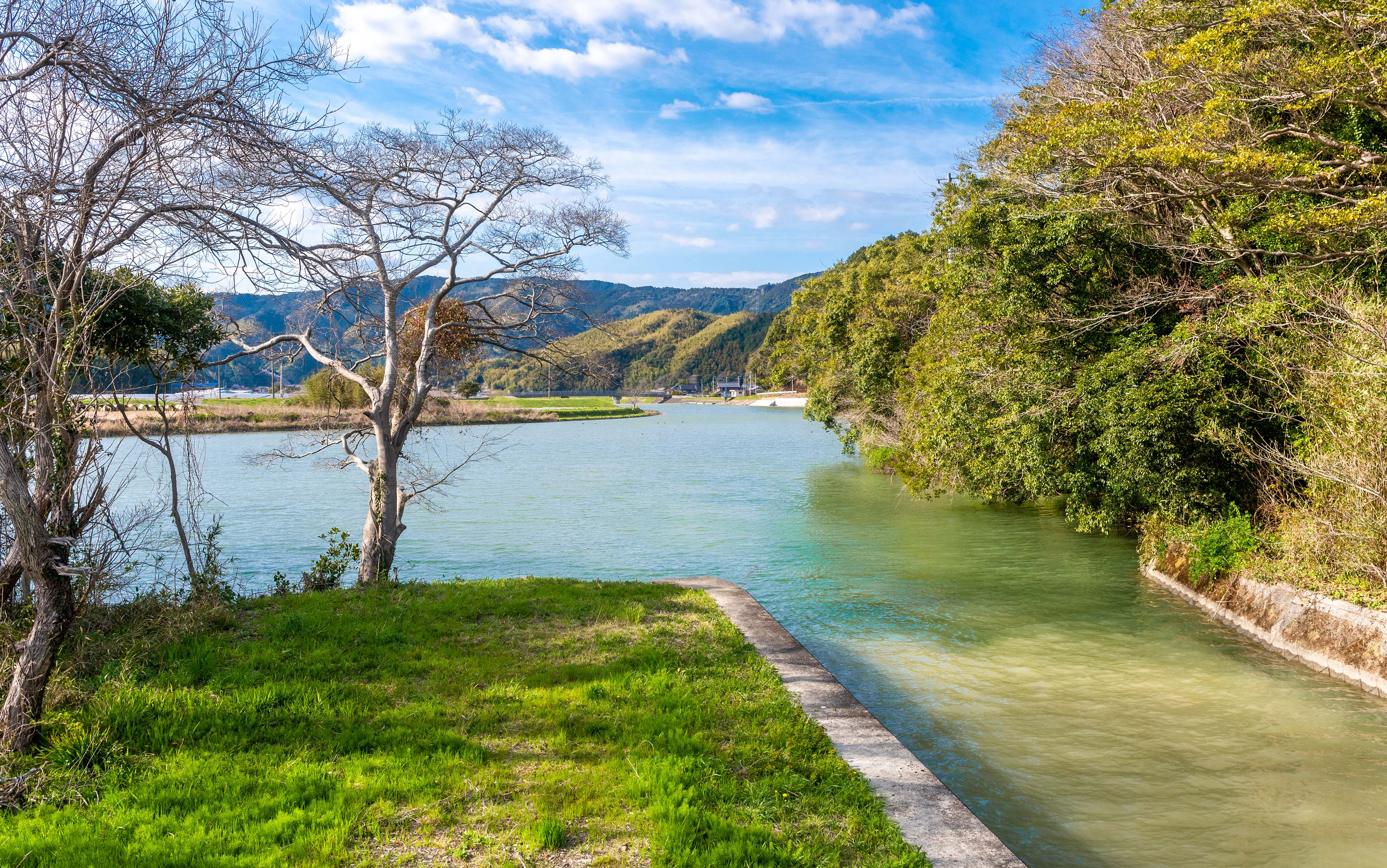
桑野川・廿枝川の合流点 新野町樫房
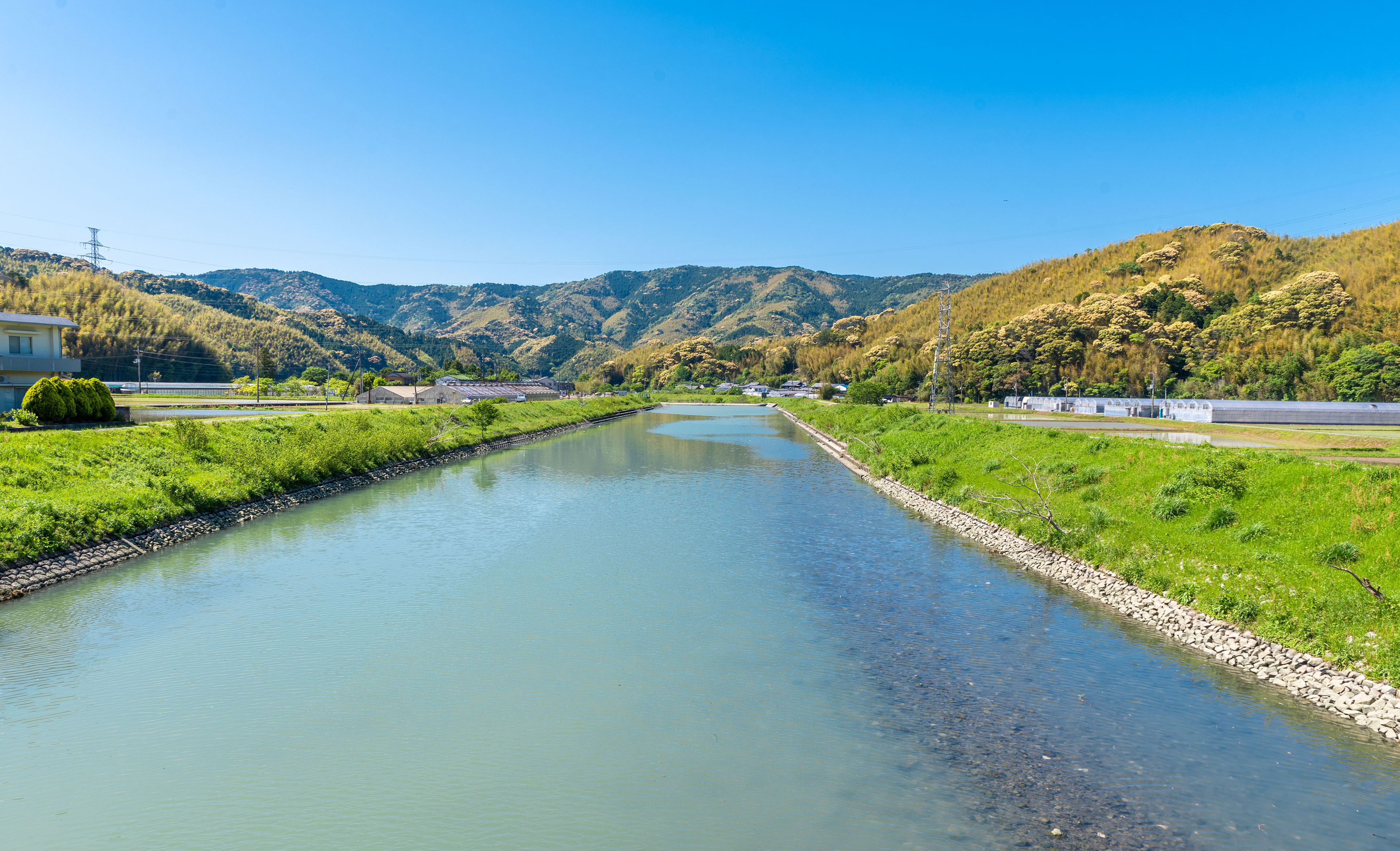
新野町重友
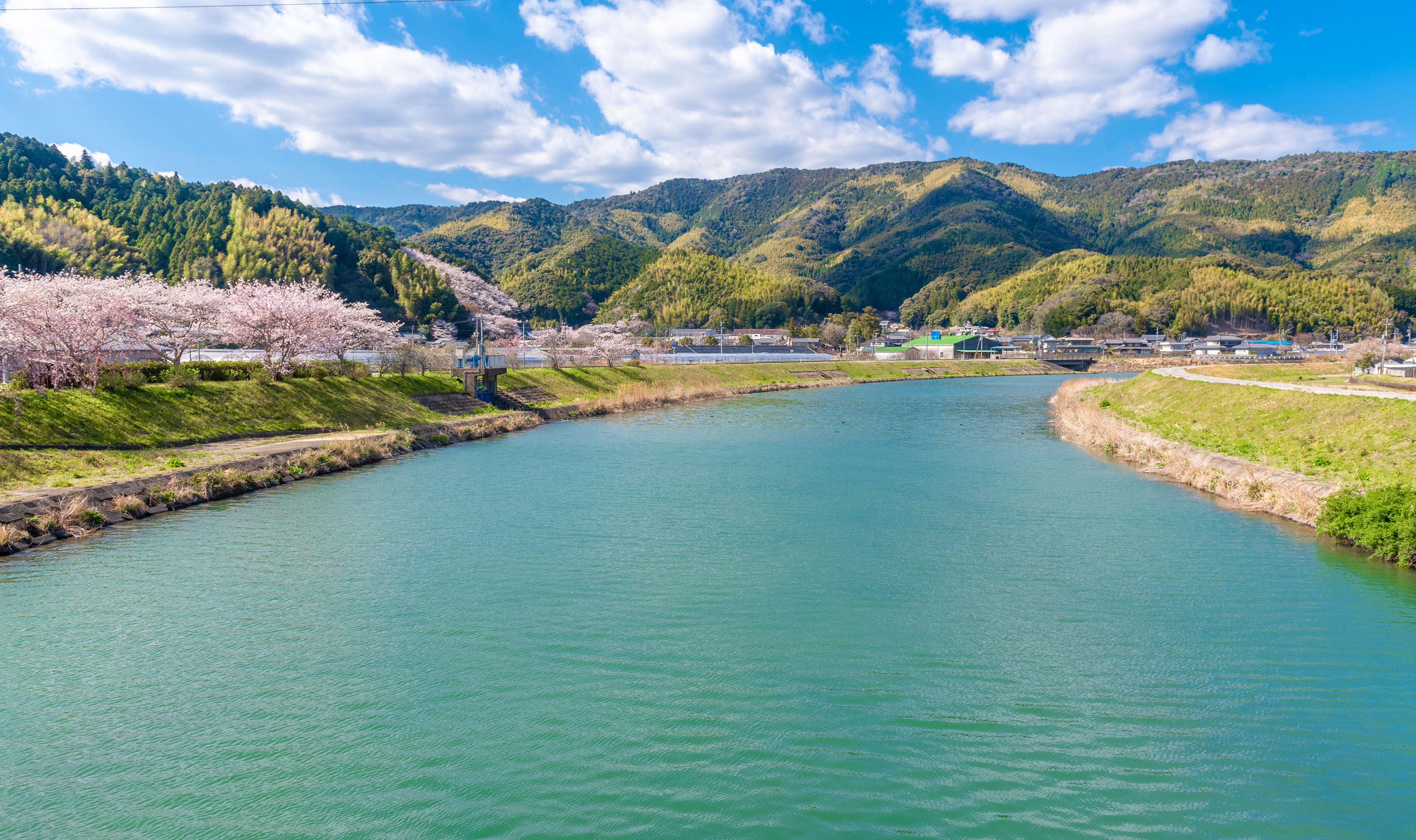
山口町末広
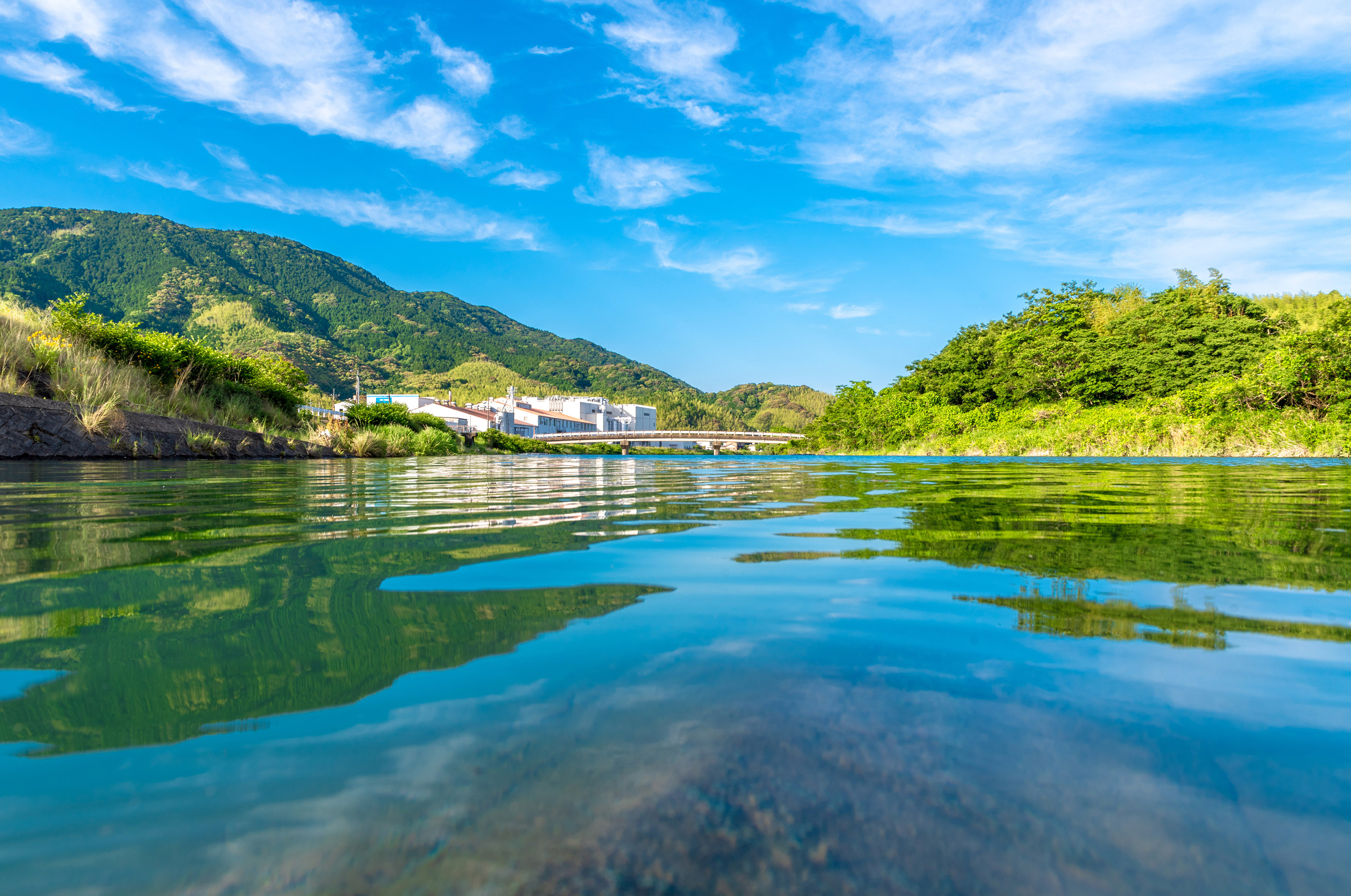
桑野川と北谷川の合流点 山口町 森国・中コソ・末広 付近
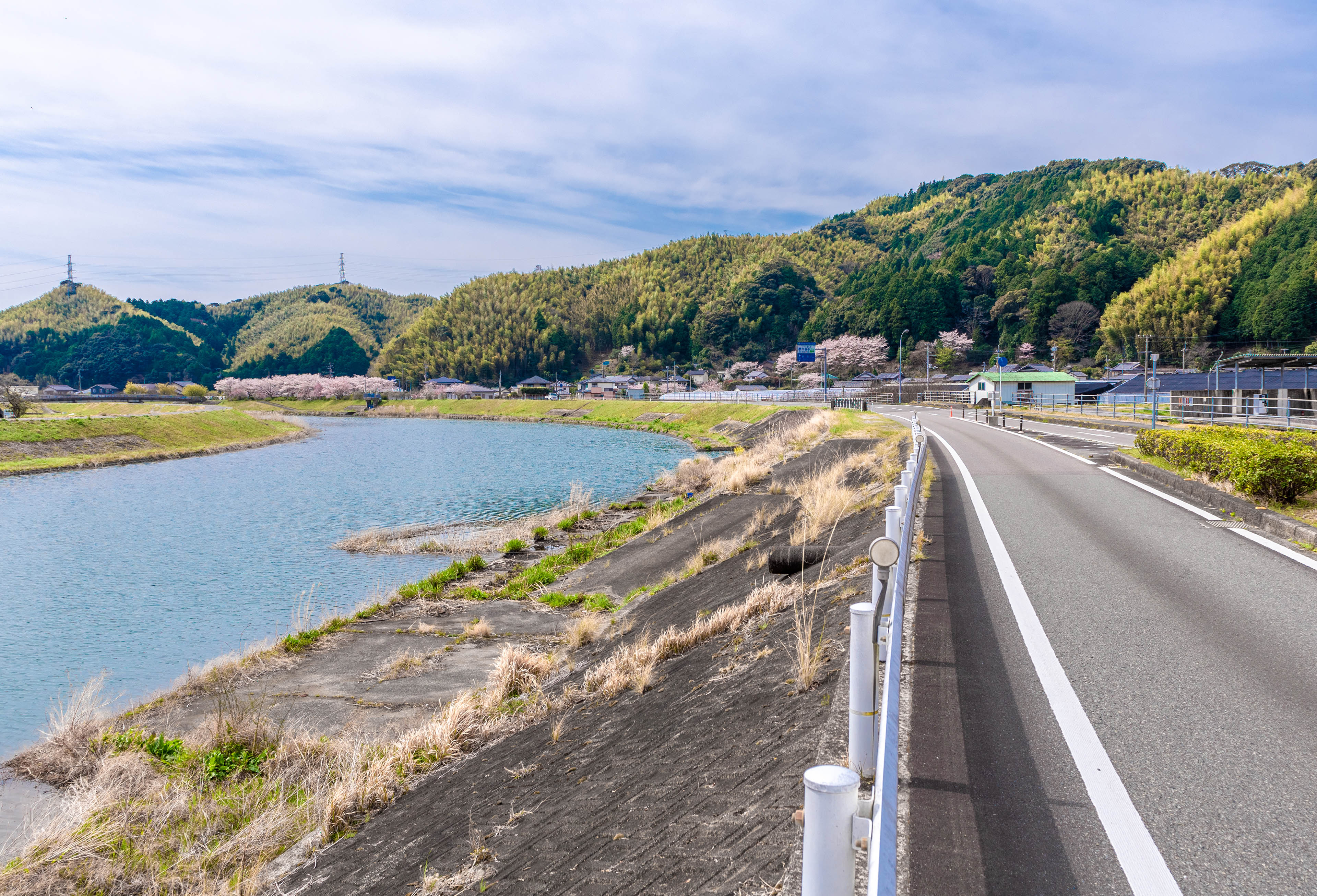
山口町森国
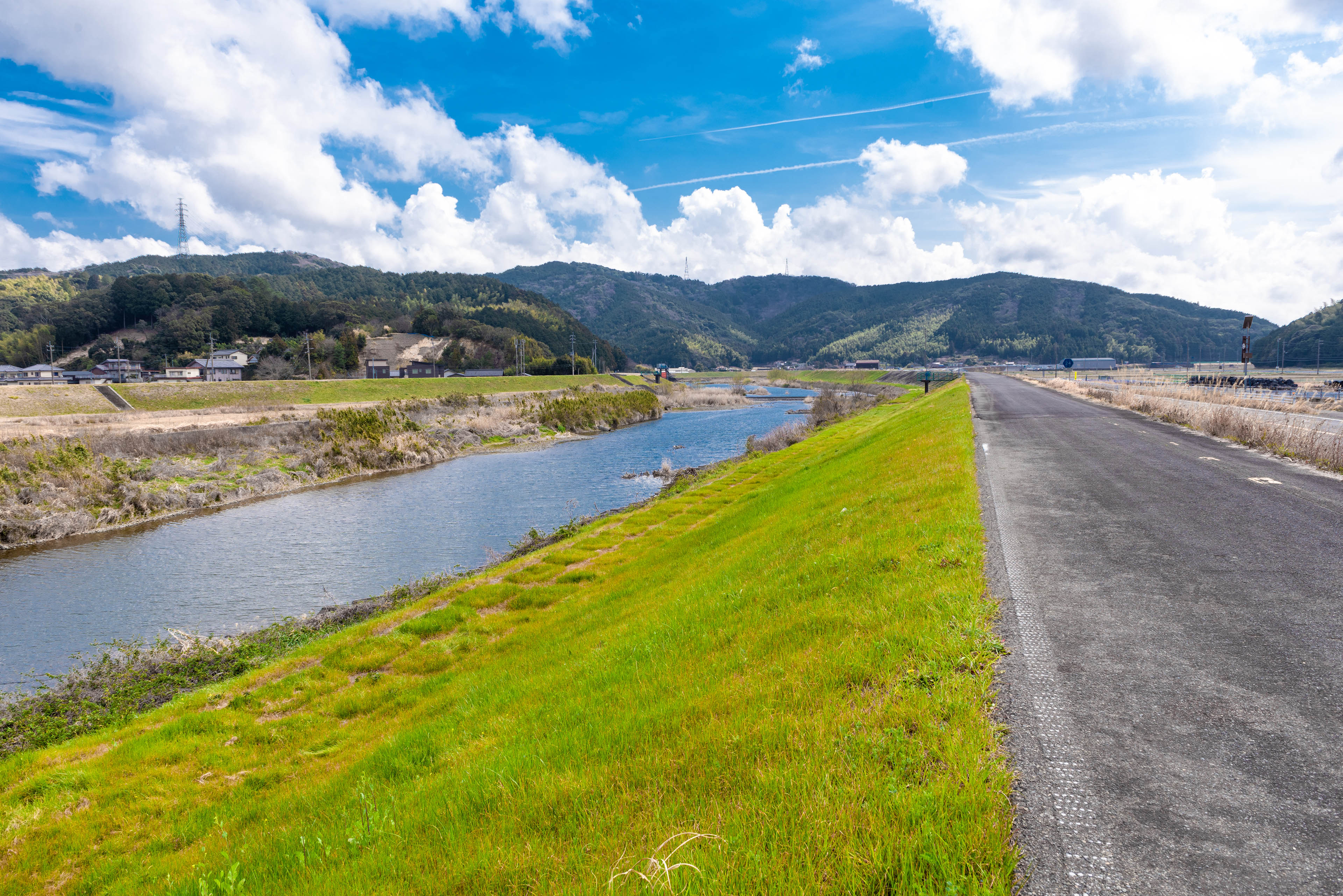
長生町租ヶ谷
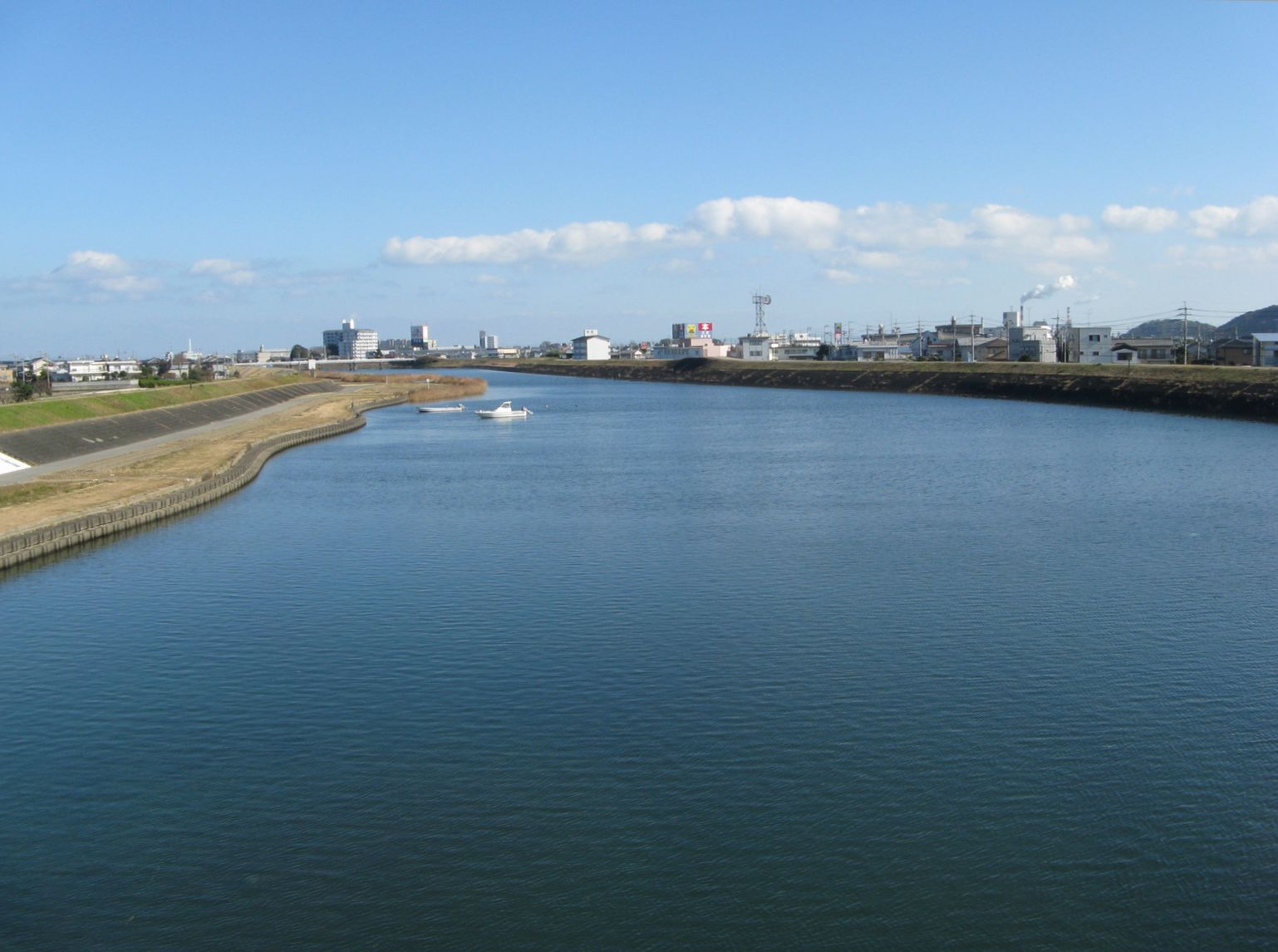
横見町 JR 阿波中島駅〜阿南駅間から東望

阿南市・那賀町境の新野町矢筈山北麓に発し、新野町〜桑野町で北西流する他は概ね北東流。富岡水門で那賀川に注ぐ。同水門からは派川那賀川が分流する。

## 主な支流
- 廿枝川（新野町で合流）
- 北谷川（山口町で合流）
- 蛭地川（桑野町で合流）
- 大津田川（長生町で合流）
- 岡川（宝田町で合流）

## 流域

### 景勝地
- 鍛治ヶ峰（228m）
- 津乃峰山（284m）

### 観光地
- 平等寺 - 四国八十八箇所第22番札所

### 地域
- 徳島県阿南市
  - 新野町 - 山口町 - 桑野町 - 長生町 - 宝田町 - 横見町 - 富岡町 - 領家町 - 住吉町 - 原ヶ崎町 - 辰巳町 - 黒津地町 - 向原町 - 豊益町

### 並行する交通
- 徳島県道24号羽ノ浦福井線
- 徳島県道35号阿南相生線

## 歴史
1999年6月29日に梅雨前線による記録的な豪雨（6.29豪雨災害）で川が氾濫し、床上浸水48棟、床下浸水194棟、浸水面積215ヘクタールの被害を出した。その後、国土交通省と徳島県が連携し、桑野川復旧等緊急事業に着手した。そして、2002年に桑野川床上浸水対策特別緊急事業にも取り掛かった。